# Campile
Campile je naselje in občina v francoskem departmaju Haute-Corse regije - otoka Korzika. Leta 2009 je naselje imelo 188 prebivalcev.

## Geografija
Kraj leži v severnem delu otoka Korzike 37 km jugozahodno od središča Bastie.

## Uprava
Občina Campile skupaj s sosednjimi občinami Bigorno, Campitello, Canavaggia, Crocicchia, Lento, Monte, Olmo, Ortiporio, Penta-Acquatella, Prunelli-di-Casacconi, Scolca in Volpajola sestavlja kanton Alto-di-Casaconi s sedežem v Campitellu. Kanton je sestavni del okrožja Corte.

## Zanimivosti
- baročna cerkev sv. Petra in Pavla iz 17. stoletja;